# 波霍科鎮區 (內布拉斯加州桑德斯縣)
波霍科鎮區（英語：Pohocco Township）是位於美國內布拉斯加州桑德斯縣的一個行政鎮區。

## 地方資料
波霍科鎮區的面積為75.84平方千米，當中陸地面積為75.56平方千米，而水域面積為0.28平方千米。根據2020年美國人口普查的數據，當地共有人口1207人，而人口密度為每平方千米15.92人。